# Virgin 17
Virgin 17 est une ancienne chaîne de télévision française généraliste commerciale privée, à dominante musicale, créée le 17 octobre 2005 sous le nom d'Europe 2 TV par le Groupe MCM, avant d'être renommée en même temps que la radio Europe 2 en 2008. La chaîne est cédée à l'hiver 2010 au groupe Bolloré qui la remplace par Direct Star. La chaîne a arrêté sa diffusion le 31 août 2010 à 23 h 59.

## Histoire de la chaîne

### i-MCM puis Europe 2 TV

Logo d'Europe 2 TV

Le projet de la chaîne est initialement présenté sous le nom de i-MCM durant l'été 2002 lors de l'audition du Groupe MCM, filiale de Lagardère Active, devant le Conseil supérieur de l'audiovisuel pour l'obtention d'une fréquence sur TNT. En effet, cette nouvelle chaîne est spécialement pensée pour la TNT et basée sur le modèle de la chaîne musicale MCM, déjà accessible sur le câble et Canalsat. 
Le projet est ensuite débaptisé pour être présenté sous le nom d'Europe 2 TV lors de la seconde audition devant le CSA le 21 avril 2005. Ce choix vise à capitaliser sur la renommée de la radio musicale éponyme Europe 2 plus connue du grand public que MCM. Bien que portant le même nom, sa ligne éditoriale musicale est totalement différente de son format radio. 19 ans après l'expérience TV6, le CSA fait le choix d'une chaîne musicale gratuite et retient donc le projet Europe 2 TV le 19 juillet 2005 pour une diffusion sur la TNT.
Europe 2 TV commence à émettre sur le canal 17 de la TNT, le 17 octobre 2005 à 17 h 17. Elle vise un public âgé de 15 à 34 ans. Son cahier des charges lui impose de consacrer 75 % de son antenne aux programmes musicaux (clips, concerts, émissions de variétés) avec un peu de documentaires. La télé-réalité ne tarde pas à faire son apparition avec "Next". Des rendez-vous réguliers sont programmés avec des soirées thématiques : "Live" les lundis, "Déconne" les mardis, "Sexy" les mercredis, "Filles" le jeudis, "S.F" les vendredis, "Animé" les samedis et "Hit" les dimanches. Des séries inédites et d'autres plus anciennes sont aussi à l'antenne.

### Virgin 17

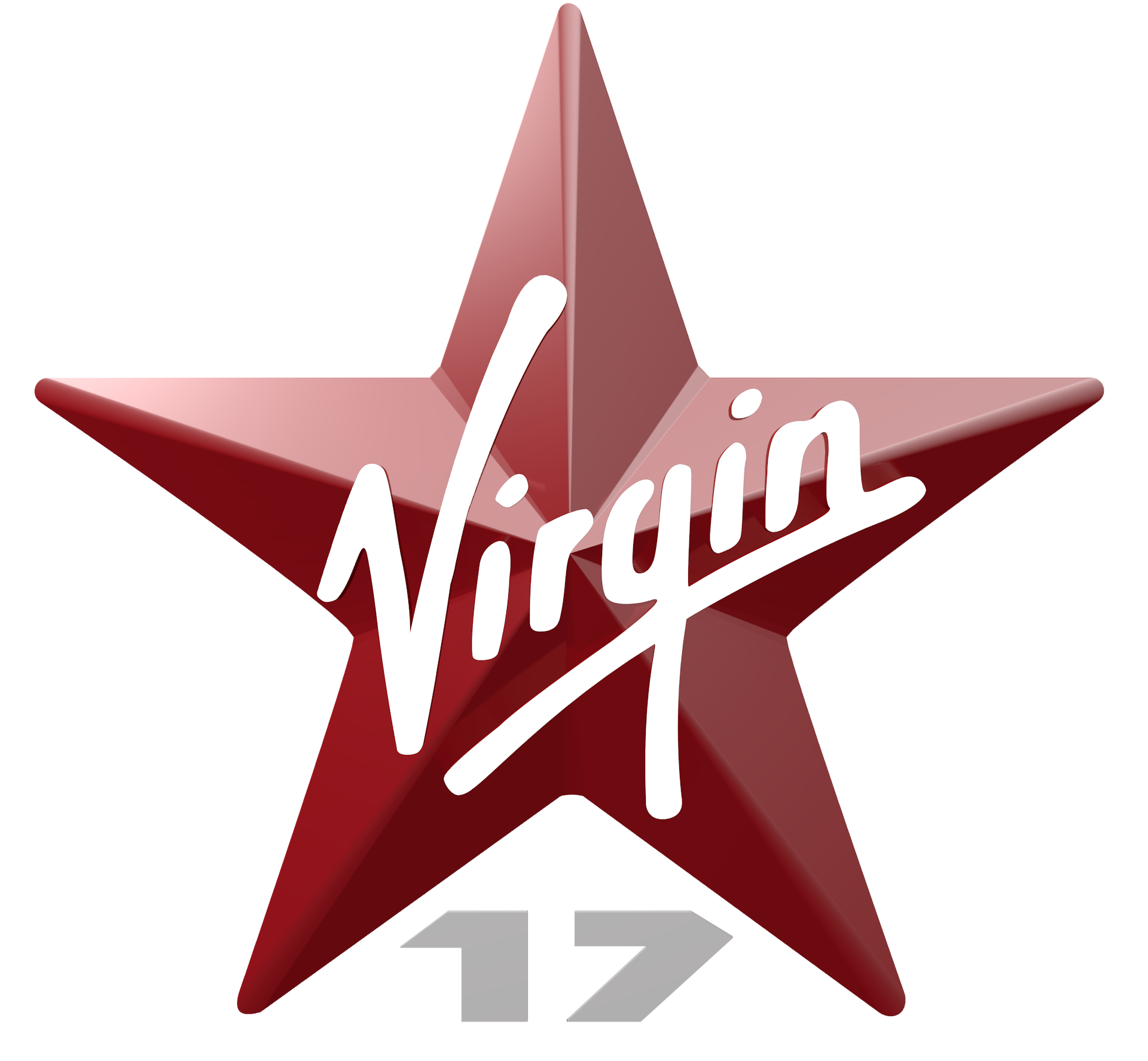
Virgin 17 Logo par VIEW (2008)

Classée dernière des chaînes de la TNT en termes d'audience (selon les chiffres publiés par l’Institut Médiamétrie en avril 2006, Europe 2 TV réalise, au cours du premier trimestre 2006, une part d’audience de 1,2 % auprès des individus 4 ans et plus initialisés en TNT, en sixième position des nouvelles chaînes de la TNT), souhaitant toucher un public plus large et concurrencer NRJ 12, Lagardère Active décide durant l'été 2007 de rebaptiser ses marques Europe 2 en radio et télévision par la marque emblématique de l'éditeur musical britannique Virgin avec qui Lagardère est déjà associé dans les magasins Virgin Megastore en France. Le contrat d'association prévoit qu'en utilisant la marque Virgin, la chaîne doit reverser 0,5 à 1 % de ses bénéfices à Richard Branson. Le 17 juillet 2007, le CSA donne son accord pour le changement de dénomination d'Europe 2 TV en Virgin 17, mais l'autorisation est assortie de plusieurs conditions : le logo de la chaîne ne doit pas être confondu avec ceux de produits ou de services qui intègrent dans leur dénomination la marque Virgin et l'interdiction de la publicité pour le groupe Virgin et de toutes références aux produits Virgin sur l'antenne. Néanmoins, le CSA autorise l'utilisation du logo Virgin international. Europe 2 TV change de nom le 1er janvier 2008 à minuit en finissant par le titre Happy Ending de Mika et en débutant par un message vidéo de Richard Branson, le patron du Virgin Group. Virgin 17 est diffusée en Belgique dès le 4 janvier 2010 en remplacement de MCM Belgique disparue le 31 décembre 2009 sur VOO et Numericable. 
Le 18 mars 2010, le groupe Bolloré, déjà propriétaire de Direct 8, annonce être entré en négociations exclusives avec Lagardère Active pour le rachat de Virgin 17,. Le 10 juin 2010, les deux groupes signent un accord définitif de cession de la chaîne au prix de 70 millions d'euros, hors reprise de personnel (20 personnes) et d'une partie des programmes. Le 12 juillet 2010, le CSA donne son accord pour ce rachat. Yannick Bolloré, futur directeur général de la chaîne, indique qu'elle se nommera Direct Star et annonce son intention de conserver le format musical de la chaîne et même de « renforcer la place de la musique en première et deuxième partie de soirée » dans un univers « plus urbain et contemporain »,,. Le groupe Bolloré nomme Christophe Sabot (ancien dirigeant à NRJ et de Virgin 17) à la direction de la chaîne et le site web de Direct Star est mis en ligne dès le 16 août 2010.
Virgin 17 arrête sa diffusion le 31 août 2010 vers 23 h 59 avec les meilleurs moments de la chaîne.

### Slogans
- Projet en 2005 : « Ça tue »[17]
- Du 17 octobre 2005 au 31 décembre 2007 : « LA chaîne de la musique »[18]
- Du 1er janvier 2008 à 2009 : « Get More »[19]
- De 2009 au 15 avril 2010 : « La télé by Virgin »[20]
- Du 15 avril 2010 au 31 août 2010 : « Passez en mode Virgin »[21]

### Voix-off
C'est Marlène Duret qui a prêté sa voix aux bandes-annonces de la chaîne. Les voix des jeux et de certains programmes courts sont celles de Sandrine Fougère et Didier Gircourt.

## Organisation

### Dirigeants
Présidents :
- Christophe Sabot du 17 octobre 2005 au 31 décembre 2007.
- Emmanuelle Guilbart : Mai 2008 - Juillet 2010
- Vincent Bolloré et Jean-Christophe Thiery : 27 juillet 2010 - 31 août 2010

Directeur général :
- Laurent Micouleau : Janvier 2009 - Juillet 2010
- Yannick Bolloré : 27 juillet 2010 - 31 août 2010

Directeurs généraux adjoints :
- Laurent Moretti du 17 octobre 2005 au 30 avril 2008
- Yann Le Prado : 27 juillet 2010 - 31 août 2010

Directeurs des programmes :
- Olivier Richard du 17 octobre 2005 au 31 décembre 2007
- Gilles Daniel : 1er janvier 2008 - 27 juillet 2010
- Christophe Sabot : 27 juillet 2010 - 31 août 2010

Directeur Délégué aux Productions et Opérations Musicales :
- Jérôme Langlet : 1er janvier 2008 - 27 juillet 2010

### Capital
À sa création, Europe 2 TV appartient à 100 % au Groupe MCM, filiale à 100 % de Lagardère Active Broadcast. 56 millions d'euros sur cinq ans sont budgétés par le groupe avec l'objectif d'atteindre l'équilibre vers la huitième année d'exploitation, mais la chaîne perd 61 millions d'euros sur la période 2005/2010.
Virgin 17 appartient à 100 % au Groupe MCM, filiale à 100 % de Lagardère Active Broadcast. 56 millions d'euros sur cinq ans ont été budgétés par le groupe avec l'objectif d'atteindre l'équilibre vers la huitième année d'exploitation. Sur la période 2005-2010, la chaîne a perdu 61 millions d'euros. 
Elle est cédée pour 75 millions d'euros au groupe Bolloré à l'hiver 2010.

### Siège
Le siège de la chaîne est situé au 28, rue François 1er (Lagardère Active) dans le 8e arrondissement de Paris.

## Programmes
Les programmes de Virgin 17 se composent de musique, concert, séries, d'animés, cinémas, téléfilms, téléréalités à l'image de MCM.

### Émissions musicales
- Le JT 2 la musique : journal télévisé quotidien traitant de l'actualité musicale.
- Best of : chaque week-end, Virgin 17 consacre une page spéciale à un artiste en vue.
- Coup de Cœur : la sélection des meilleurs clips du moment par les programmateurs de la chaîne.
- Cliporama: diffusion nocturne de clips des années 80 à aujourd'hui.
- Club 17 : le classement des dix-sept titres les plus diffusés en club.
- Club 90's : une sélection de clips issus des clubs des années 1990 (remplacé par "So 90's").
- Dans le MP3 de… : des artistes qui présente leurs clips fétiches.
- Electro nation : une sélection de clips électro (remplacé par "Party Hits").
- Goldorama : une sélection de clips des années 80 au milieu des années 2000.
- Hip hop 50 : le classement des 50 meilleurs titres Rap, R'n'B et Raï du moment.
- Hit des clics : le classement des dix-sept clips pour lesquels les internautes ont voté sur Virgin 17.fr.
- Hot France : une sélection de clips français du moment.
- Hot Kitsch : une sélection de clips dits kitsch (années 80).
- Hot Pop : une sélection de clips pop du moment.
- Le premier, le meilleur, le dernier : comme son nom l'indique il s'agit du premier, du meilleur et du dernier clip d'un artiste.
- Métal Nation : une programmation axée sur la musique métal.
- Morning Tubes : une sélection de clips pour bien se réveiller.
- Party Hits : les titres les plus joués en discothèque.
- Puissance Tubes : une sélection de clips pour tous les goûts.
- Retour vers le tube : le classement des anciens tubes.
- R'n'B 17 : le classement des dix-sept meilleurs titres actuels de R’n’B.
- So 80's : une sélection de clips des années 1980.
- So 90's : une sélection de clips des années 1990.
- Top Album : le classement officiel des meilleures ventes d'albums en France.
- Top Digital 50 : le classement des 50 titres les plus téléchargés du moment.
- Top Indé : le classement des meilleures ventes de musique enregistrée des labels indépendants.
- Top Virgin Radio : le classement officiel des meilleures chansons diffusées sur Virgin Radio.
- Virgin 17 Découvertes : une sélection de clips découvertes.
- Virgin 17 La Sélection : tous les derniers clips qui ne sont pas entrés dans la playlist de Virgin 17.
- Virgin 17 Platinium : une sélection de clips rock et r'n'b du début des années 2000.

#### Le live
- Trabendo Sessions
- Virgin 17 part en Live
- Virgin 17 Sessions

### Divertissements / Magazines
- Baffie ! : présenté par Laurent Baffie. Émission de débat télévisé participative et délirante, ouverte à tous, et adaptée de la célèbre émission sur Europe 1.
- Ça ne s'invente pas : présenté par Adeline Blondieau. Magazine mêlant vrais et faux reportages.
- Celebrity 17 : l'actualité des stars en 18 minutes.
- Chante… si tu peux ! : présenté par Bruno Guillon. Émission à la frontière entre Nouvelle Star et Fear Factor, qui propose à des candidats de chanter dans des conditions extrêmes.
- Ciné 17 : le point sur l'actualité du cinéma, les sorties et les films qui défraient la chronique.
- En Studio avec : présenté par Stéphane Basset. Série documentaire au concept inédit de décryptage musical.
- Face à l'étrange : magazine présenté par Valérie Bénaïm.
- Face au danger : magazine présenté par Alexandre Debanne.
- J'aime beaucoup ce que vous faites : présenté par Olia Ougrik. Tour d'horizon complet de l'actualité musicale.
- La Minute de Trop : émission humoristique de deux minutes avec une marionnette (créée avec une chaussette) qui fait un faux Flash Info avec des fausses informations. La voix de la marionnette est celle de Manu Levy.
- Même pas mal : présenté par Nicolas Deuil. Classement des chutes les plus spectaculaires en surf, skate, snow.
- Miko et Cartman sans surveillance : émission satirique australienne, commentée par un duo composé de Miko et Cartman.
- Next-Gen : émission de jeux vidéo, animé par Maeva puis Noémie Alazard Vachet.
- Paparanews : émission sur les actualités peoples, présenté par Virginie Caprice.
- Zap 17 : compilation des moments les plus originaux, drôles, étonnants et décalés proposés par la télévision.

### Télé-réalité
- Dr Steve-O
- Exposed
- Howie vous piège
- Janice Dickinson Modeling Agency
- Les Naufragés
- L'Île de la tentation
- Next
- Next Made in France
- Pam en toute liberté
- Pas facile d'être Denise Richards
- Peur sur prises (en)
- Pop Job
- Qui sera la plus sexy ?
- Snoop Dogg Fatherhood
- Student Body
- The Dudesons
- The Simple Life
- Touche pas à mon fils
- Tu crois que tu sais danser ?

### Animés
- Ayakashi
- Death Note
- Elfen Lied
- Fullmetal Alchemist
- Great Teacher Onizuka
- Happy Tree Friends
- Hellsing
- Nana
- One Piece
- Tokyo Tribe 2

### Séries télévisées
- 24 heures chrono
- 30 Rock
- Absolutely Fabulous
- Alias
- Alice Nevers, le juge est une femme
- Allez, ça va bien se passer...
- Arrested Development
- Boarding House
- Benny Hill
- Berlin, Berlin
- Chapeau melon et bottes de cuir
- Dead Zone
- Degrassi : La Nouvelle Génération
- Deux flics à Miami
- Do over
- Et alors ?
- FX, effets spéciaux
- Greek
- L'Aigle rouge
- Happy Days
- La Cité des hommes
- Le Prince de Bel-Air
- Les Sauvages
- Los Angeles Heat
- Mariés deux enfants
- Motocops
- Nikki
- Papa Schultz
- Police action
- Retour à Lincoln Heights
- Rick and Steve
- Samantha qui ?
- Sexe et Dépendances
- Shameless
- Shérif, fais-moi peur
- Skins
- Sliders : Les Mondes parallèles
- Sous le soleil
- Supercopter
- The Best Years
- The Black Donnellys
- La Classe
- The L Word
- The Office (version américaine)
- Tonnerre mécanique
- Oui, chérie ! (Yes, Dear)
- Weeds

## Audiences
Classée dernière des chaînes TNT en termes d'audience (selon les chiffres publiés par Médiamétrie en avril 2006, Europe 2 TV réalise, au cours du premier trimestre 2006, une part d’audience de 1,2 % auprès des individus 4 ans et plus initialisés en TNT, en sixième position des chaînes de la TNT.
|           | 2008  | 2009  | 2010 1 |
| --------- | ----- | ----- | ------ |
| Nationale | 0,5 % | 0,7 % | 1,0 %  |
| TNT       |       |       |        |

Source : Médiamétrie 
Légende :
Note 1 : score de Virgin 17 de janvier à août 2010.

## Diffusion

### Europe 2 TV
Europe 2 TV est diffusée sur la TNT, le câble, le satellite, la télévision par IPTV et sur son site web.

#### Hertzien numérique
Europe 2 TV est diffusée en clair au standard UHF PAL MPEG-2 (SDTV) sur le multiplex R2 de la TNT par TDF, Towercast et OneCast du 31 mars 2005 à 17 h10 au 31 décembre 2007 à minuit.

#### Câble
Europe 2 TV est distribuée sur les réseaux câblés français Numericable, monégasque (Monaco Télécom) et suisses (Cablecom, Naxoo et City TV).

#### Satellite
Europe 2 TV est diffusée par satellite sur les bouquets Bis Télévisions (Hot-Bird à 12,539 GHz, H, 27500, 3/4), Canalsat (Astra 1 à 11,538 GHz, V, 22000, 5/6) et sur ses déclinaisons ultramarines (CanalSat Caraïbes, et CanalSat Réunion), la TV d'Orange et la TV d'Orange Caraïbe. Elle fait également partie des offres gratuites FRANSAT (via Eutelsat 5 West A) et TNTSAT (via Astra 1) qui permettent de recevoir les chaînes de la TNT par satellite, sans abonnement, dans les zones non couvertes par la TNT.

#### Télévision sur IP
Europe 2 TV est retransmise sur les bouquets de télévision IP par IPTV en France (Freebox TV, la TV d'Orange, le Bouquet TV de SFR, BBox TV et Dartybox).

### Virgin 17
Virgin 17 est alors diffusée en clair/gratuit sur le canal 17 de la TNT. Elle est également proposée en format crypté/payant sur Canalsat depuis le satellite Astra 1, sur Bis Télévisions depuis les satellites Hot Bird et Atlantic Bird 3, sur FRANSAT par le satellite AB3 ainsi que sur TNTSAT depuis le satellite ASTRA 19°2 Est avec le pack TNTSAT (terminal adapté et la carte d’accès). La chaîne est également diffusée en IPTV par tous les FAI. Virgin 17 a commencé à diffuser en 16/9e Pillar Box à partir du 15 avril 2010, une semaine après Gulli, qui fait alors partie du même groupe audiovisuel Lagardère Active.